# Recurvirostridae
Сабљарке (лат. Recurvirostridae) је породица птица из подреда Charadrii. Потпадају под ред Charadriiformes. Обухвата две различите групе птица, сабљарке са једним родом Recurvirostra  и властелице са два рода Himantopus и Cladorhynchus.

## Таксономија
Сабљарке је формално описао Јохан Фридрих Гмелин у својој "Systema naturae per regna tria naturae, secundum classes, ordines, genera, species, cum characteribus, differentiis, synonymis, locis" 1789. године.
Име рода Recurvirostridae потиче од латинских речи "recurvus"  „закривљено уназад“ и "rostrum" "кљун".

## Опис
Сабљарке и властелице варирају у дужини од 30-46 цм и тежине од 140-435 г; мужјаци су обично мало већи од женки. Све врсте поседују дуге, танке ноге, вратове и кљунове. Кљунови саблљарки су закривљени нагоре и померају се с једне на другу страну када се птица храни у слатким или сланим мочварама које преферирају. Кљунови властелица, насупрот томе, су равни. Предњи прсти су прекривени пловним кожицама, делимично код већине властелица, а потпуно код сабљарки и огрличасте властелице Cladorhynchus leucocephalus, која више плива. Перје већине врста има контрастне црно-беле делове, на основу чега их је најлакше распознавати, а неке врсте имају мрље жућкасте или смеђе боје на глави или грудима. Полови код свих птица из овог рода су слични.
Њихова оглашавања су обично јауци од једног или два слога.

## Врсте
Породица Recurvirostridae садржи 9 врста у 3 рода:
Родови су:
- Himantopus (Brisson M.J.. 1760) са 4 врсте
- Cladorhynchus (Gray G.R.. 1840) са једном врстом
- Recurvirostra (Linnaeus K.F. 1758) са 4 врсте

| Фотографија | Научно име                                               | Име                   | Распрострањеност | Подврсте | Статус                  |
| ----------- | -------------------------------------------------------- | --------------------- | --- | --- | ----------------------- |
|             | Himantopus himantopus (Linnaeus K.F. 1758)               | Властелица            | Умерени и екваторијалним регионима Европе, Азије и Африке, са снажним присуством широм Медитерана. Југоисточнеа Русија,Хабаровск, басен језера Ханка и мочваре око Владивостока, Јапан и северне Југоисточне Азије. Кина, Индијски потконтинент, мочваре централне Азије Луталице на Азорима, Мадеири, Скандинавији, Сејшелима, Малдивима, источни Сибир, Бајкалско језеро, и Аљасци, са записима и на Карибима на Гвадалупеу.                                                       | Монотипски таксон | Најмање угрожени таксон |
|             | Himantopus leucocephalus (Gould, J. 1837)                | Белоглава властелица  | Гнезди се на Новом Зеланду и Аустралији, са неколико забележених гнежђења широм јужне Југоисточне Азије | Монотипски таксон | Најмање угрожени таксон |
|             | Himantopus novaezelandiae (Gould, J. 1841)               | Црна властелица       | Нови Зеланд, Северно острво и Јужно острво, гнежђење је ограничено на горњи део долине Ваитаки, басен Макензи, у централном делу Јужног острва; мали број зимује локално на Северном острву | Монотипски таксон | Крајње угрожени таксон  |
|             | Himantopus mexicanus (Müller P.L.S. 1776)                | Црноврата властелица  | Западна, централна и јужна Северна Америка. Хавајска подврста се јавља на свим већим острвима Хавајског архипелага од Ниихау источно до Великог острва Хаваја, осим острва Ланаи и Кахоолаве. Гнезди се и од Бахама, Великих Антила, Кајманских острва и Девичанских острва, јужно до јужних Малих Антила. Станарица северне Јужне Америке источно од Анда, Љанос, Колумбија и Венецуеле јужно до северног Перуа, источног Еквадора и Амазоније североисточно од Бразила, Галапагос. | *Himantopus mexicanus mexicanus (Müller P.L.S. 1776) *Himantopus mexicanus knudseni (Stejneger L.H. 1887) *Himantopus mexicanus melanurus (Vieillot L.J.P. 1817) | Угрожени таксон         |
|             | Cladorhynchus leucocephalus (Vieillot L.J.P. 1816)       | Огрличаста властелица | Аустралија, углавном у унутрашњим подручјима Јужне и Централне Аустралије, посебно Западне Аустралије и Јужне Аустралије | Монотипски таксон | најмање угрожени таксон |
|             | Recurvirostra avosetta (Linnaeus K.F. 1758)              | Сабљарка              | Европа преко западне и централне Азије до југоисточног Сибира и североисточне Кине, и локално преко Северне Африке до источне и јужне Африке, Арабијског полуострва и северозападне Индије. Зимује од западне Европе и Африке преко Блиског истока до Индије, централног Мјанмара и југоисточне Кине. | Монотипски таксон | најмање угрожени таксон |
|             | Recurvirostra novaehollandiae (Vieillot L.J.P. 1816)     | Црвеноврата сабљарка  | Аустралија | Монотипски таксон | најмање угрожени таксон |
|             | Recurvirostra andina (Philippi R.A.; Landbeck C.L. 1861) | Андска сабљарка       | Централни Перу, Хунин од југа преко западне Боливије до северног Чилеа, Атакама и северозападна Аргентина, Катамарка | Монотипски таксон | најмање угрожени таксон |
|             | Recurvirostra americana (Gmelin J.F. 1789)               | Америчка сабљарка     | Северозападне, западне, централне и јужне Сједињене Америчке Државе, Канада, Мексико, Бахами, Костарика, Куба, Салвадор, Гватемала, Хондурас | Монотипски таксон | најмање угрожени таксон |

## Распрострањеност и станиште
Сабљарке и властелице су космополитска породица, распрострањена на свим континентима света осим Антарктика, и јавља се на неколико океанских острва. Неколико врста је широко распрострањено, а неколико је локално распрострањено.
Једна врста, црна властелица Himantopus novaezelandiae са Новог Зеланда, је критично угрожена због губитка станишта, уведених предатора и хибридизације са белоглавим властелицама (Himantopus leucocephalus).

## Гнежђење
Сабљарке и властелице се гнезде на отвореном тлу близу воде, често у растреситим колонијама. Територије за гнежђење снажно бране агресивним наступима, а уљезе и могуће предаторе нападају великом буком. Моногамни су, иако се парне везе не одржавају из сезоне у сезону. Њихова јаја су светле боје са тамним ознакама, тежине 22-44 г. Три до четири се полажу у једноставна гнезда, а оба родитеља деле дужности инкубације, које трају 22-28 дана. Огрличаста властелица Cladorhynchus leucocephalus може се гнездити само сваких неколико година, јер им гнежђење зависи од привремених језера узрокованим кишама у пустињама Аустралије. Птићи су паперјасти и поткрушци, напуштају гнездо у року од једног дана након излегања, комплетно перје добијају за 28-35 дана. Код свих врста осим огрличасте властелице, родитељи се брину о птићима неколико месеци, а могу их преместити у нова подручја и тамо бранити територије. Огрличаста властелица одступа од овога тако што сакупљају своје птиће у масивним јаслама које броје неколико стотина јединки.

## Храњење
Ове врсте се хране малим воденим животињама као што су мекушци, слани шкампи и други ракови, ларвални инсекти, чланковити црви, пуноглавци и мале рибе .